# Tache de soleil
Les taches de soleil (en anglais sunflecks) sont de brèves augmentations de l'irradiation solaire qui se produisent dans les sous-étages d'un écosystème lorsque la lumière du soleil peut atteindre directement le sol. Elles sont causées soit par le vent qui déplace les branches et/ou les feuilles dans la canopée, soit par le mouvement du soleil pendant la journée. Bien que chaque tache de soleil ne dure que quelques secondes ou quelques minutes, elle peut être responsable de plus de 80 % des photons qui atteignent les plantes du sous-bois et jusqu'à 35 % de la fixation du carbone. Cela en fait d’importantes sources d’énergie pour les plantes des sous-bois. La quantité d'énergie fournie par une tache de soleil dépend de sa durée, de sa taille et de sa forme ainsi que de l'intensité du rayonnement photosynthétiquement actif (RPA ou PAR en anglais), qui dépend elle-même de la disposition de la végétation dans la canopée et de la position du soleil dans le ciel,.
L'abondance des taches de soleil varie considérablement à la fois dans et entre les écosystèmes, généralement la fréquence et l'intensité des taches de soleil diminuent à mesure que la hauteur de l'arbre (c'est-à-dire la plante ou la canopée) et l'indice de surface foliaire augmentent,.
Il n'y a pas de distinction claire entre les taches et les plaques (ou grandes taches) de soleil, bien que ces dernières aient tendance à durer au moins une heure et que l'intensité du RPA y atteigne le plein niveau de lumière solaire, alors que l'intensité du RPA dans les taches de soleil atteint rarement ce niveau. Étant donné que la quantité de lumière solaire diffuse, atteignant le sol forestier, varie en fonction du type de forêt, il n'existe aucun moyen de quantifier une intensité de lumière solaire directe pouvant être qualifiée de tache de soleil,.